# Claude-Joseph Bonnet
Pour les articles homonymes, voir Bonnet.
Claude-Joseph Bonnet, né le 18 février 1786 à Jujurieux et mort le 12 octobre 1867 à Lyon, est un industriel, fabricant de soieries. La maison Bonnet qu’il fonde à Lyon en 1810 devient en 1830 l’une des toutes premières de la fabrique lyonnaise.
Une seconde étape marque sa carrière industrielle : l’installation, en 1835, dans son pays natal, à Jujurieux dans l’Ain des Établissements C.J. Bonnet, exemple original d’une manufacture délocalisée à la campagne, dotée d’un pensionnat  d’ouvrières dirigé par des religieuses, et devenant le fleuron de son empire. La maison Bonnet, transmise après Claude-Joseph à des membres de sa famille (les familles Richard et Cottin), garde ses deux centres, celui de Lyon et celui de Jujurieux, et prospère jusqu’au XXe siècle.

## Biographie

### Environnement familial[a 1]
Il est le fils de Jean-Baptiste Bonnet (1754-1831) et de Claudine-Josephte Ferrière (1751-1807). Son père, originaire d'Ambérieu dans l'Ain, était commissaire en droits seigneuriaux ; sa mère, née à Jujurieux, était la fille d'un maître-chirurgien. La famille est nombreuse, il est le cinquième d'une famille de sept enfants comptant deux filles. Son enfance se passe à Jujurieux dans une ambiance patriarcale et campagnarde autour d'un père probe, instruit, lecteur de l'Encyclopédie et aux principes rigides et d'une mère à forte personnalité, d'une intelligence rare, très pieuse et charitable.
Jean-Baptiste Bonnet et ses frères sont de sincères républicains à qui la Révolution a permis d'accéder à des responsabilités politiques à l'échelon local. Le frère aîné de Claude-Joseph, Antoine Bonnet (1777-1796), est d'ailleurs envoyé à Paris pour une formation militaire à l'École de Mars en juin 1794 avant sa dissolution le 23 octobre de la même année. Il devient par la suite élève à l'École de Santé mais décède durant ses études en 1796 à l'âge de dix-neuf ans. Son second frère, Jean-Joseph (1779-1855) devient percepteur de la commune de Jujurieux et seconde leur père dans l'exploitation de ses propriétés. Ses frères César (1782-1835) et Louis (1784-1839) se tournent vers la profession d'avocat pour le premier, et d'avoué pour le second, après des cours de législation à l'École Centrale du Rhône.
Il est le cousin germain du docteur Amédée Bonnet (1809-1858), chirurgien de l'Hôtel-Dieu de Lyon, précurseur de la chirurgie orthopédique.

### Les débuts d'une carrière: apprentissage et fondation de la maison Bonnet à Lyon[a 2]
Claude-Joseph Bonnet, après avoir suivi les enseignements de l'instituteur de Jujurieux, reçoit une instruction élémentaire d’Étienne Drunet, ancien capucin engagé par Jean-Baptiste Bonnet. Son précepteur reconnait très vite des aptitudes commerciales chez son élève. Aussi Claude-Joseph est-il envoyé à Lyon dès l'âge de 13 ans pour entrer en apprentissage afin d'apprendre sur les métiers la technique de la fabrication des étoffes de soie. Arrivé en 1802, il entre deux ans plus tard chez un chef d'atelier et achève sa formation en 1808. Ces premières années lyonnaises sont difficiles, marquées de plus par le décès d’Étienne Drunet en 1806 et celui de sa mère en 1807.
Claude-Joseph, désormais commis chez un fabricant, désire créer sa propre maison. Pour cela, en 1810, il emprunte à son père et à des relations les capitaux nécessaires. Il devient lui-même fabricant, et installe son «magasin» d’abord no 7 de la rue Luizerne (actuelle rue du Major-Martin).
Ses débuts sont difficiles : en 1810-1811, la crise économique sévit et il devra trouver dans les années suivantes de nouveaux capitaux (entre 1810 et 1815, il emprunte, sous caution de son père, jusqu'à 50 000 francs) pour surmonter les difficultés qui resurgissent en 1814-1816 et maintenir son affaire.

### L’établissement, la réussite et la notoriété[a 3]
Son mariage en 1813, avec Marie dite Mariette Framinet, originaire également de Jujurieux, permet qu'à son établissement professionnel s'ajoute un établissement familial. Le couple aura cinq enfants : Gasparine (future Mme Cottin), Victor (propriétaire du château de Cossieux), Louis, Marie et Adèle (future Mme Duchamp). Marie Framinet appartient à une famille de situation financière confortable, ce mariage donne un nouvel élan au désir de Claude-Joseph Bonnet «d’acquérir une réputation dans son métier et d’amasser une petite fortune».
Il atteint son but, l’ascension de la «maison Bonnet» est rapide entre 1817 et 1830, date à laquelle il est considéré comme le premier fabricant de Lyon. Ce succès, dû à l’énergie et au talent que l’homme mettait au service de son ambition, est aussi le résultat «d’une volonté d’indépendance, de solidarités familiales et du soutien sans faille de son père».
L’expansion de la maison Bonnet est loin de s’arrêter là. «Le fabricant devient aussi industriel, l’exigence de la perfection provoque en effet la création d’ateliers salariés par l’entreprise, dans le quartier de la rue du Griffon ; ils préparent la soie dont le tissage fait vivre 900 tisseurs lyonnais»  Surtout, c’est par le démarrage en 1835 de l’usine de Jujurieux, flanquée d’un internat d’apprenties, et confiée un temps à son gendre Joseph Cottin que Claude-Joseph Bonnet accroit encore sa réputation. Après 1850, il développera le travail à domicile dans la même région du Bugey, élargissant encore l’assise géographique de son entreprise.
La réussite financière est prodigieuse, ses bénéfices atteignent des records. En octobre 1867 à son décès, on estime à plus de huit millions la situation de sa fortune , accumulée en une seule génération. La reconnaissance officielle lui est venue : la médaille d’or de l’exposition de 1844 — que bien d’autres suivront — et, la même année, la croix de chevalier de la Légion d'honneur, puis celle d’officier en 1867.
En notable lyonnais, Claude-Joseph Bonnet participe aux affaires publiques: par exemple il est conseiller municipal (élu en 1843) et administrateur des Hospices civils de Lyon (de 1845 à 1848).
Claude-Joseph Bonnet décède en 1867, il est alors âgé de 81 ans. Par testament, il désigne, comme successeurs de «son affaire», son petit-gendre, Antoine Richard (fils de Ennemond Richard successeur du fondateur de l'industrie des Tresses et Lacets, Charles-François Richard) et son petit-fils, Cyrille Cottin (1838-1905) qui avaient été ses premiers commis.

### Attachement à la région bugiste

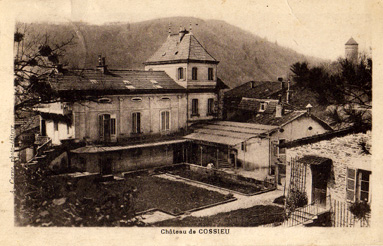
Chateau de Cossieu vers 1925

Claude-Joseph Bonnet a agrandi la maison héritée de sa femme dans le hameau de Cossieux à Jujurieux. Son fils Victor, directeur de l'entreprise qui sera à l'origine du développement belge des soieries Bonnet, agrandira en 1880 la maison pour ériger le château de Cossieux (anciennement château de Cossieu). La maison est toujours la propriété des descendants de Claude-Joseph Bonnet et de Victor Bonnet, qui perpétuent leurs mémoires.

## «La Maison Bonnet»: une création originale et durable

### Une œuvre personnelle[a 5]
Claude-Joseph Bonnet dirige son affaire avec autorité et un « paternalisme avisé » pendant plus d’un demi-siècle. Propriétaire et chef de sa maison de 1810 à sa mort en 1867, directeur de la manufacture de Jujurieux de 1850 à 1864, il ne prend jamais d’associé mais choisit ses collaborateurs parmi les membres de sa famille. Il fonde ainsi une « dynastie » et prépare ceux qu’il juge le plus capables à prendre sa suite, allant même jusqu’à écarter ses propres fils. L’œuvre lui survit et reste dans la famille, la maison Bonnet devient après lui Les Petits-Fils de C.J. Bonnet et Cie dirigée par les membres des familles Richard et Cottin.

### Des choix judicieux
Claude-Joseph Bonnet profite selon la formule d’H. Pansu « d’un triple âge d’or : l’apogée de la soie pure, l’apogée des unis, la grande vogue des unis noirs ». Il fait le choix judicieux des unis noirs, faisant « du médiocre taffetas, une étoffe de premier ordre ». Il entame, dès les années 1840, une collaboration avec François Gillet qui commence alors son ascension dans le domaine de la teinture . Il se lance en 1860 dans une nouvelle étape technique et commerciale importante en produisant la « faille » dérivée du taffetas. Les femmes achètent et portent de plus en plus dans toute l’Europe ses unis.
Grâce aux capitaux cumulés, il fait face, par le seul auto-financement, aux dépenses de construction et d’extension, n’ayant pratiquement pas recours aux prêts bancaires. Favorable comme l’ensemble de la soierie lyonnaise au libre échange, il profite du libre-échange et s’adapte aux marchés. Il cherche les meilleurs fournisseurs, jouant sur les variations des cours de la soie ; il trouve, vers l’Angleterre et l’Amérique, de nouveaux débouchés qui remplacent peu à peu les vieux marchés continentaux. Il s’adapte aussi à la création des « grands magasins » et à cet âge d’or de la mode féminine qu’est le règne de Napoléon III.

### L’élaboration d’un modèle industriel
Avec la double localisation, Lyon et le Bugey, le « magasin » de la rue du Griffon et l’établissement de Jujurieux, C.J. Bonnet fait un choix original, ne privilégiant ni l’un ni l’autre. Surtout la décision en 1835  de mettre « la Fabrique au village », d’avoir un second pôle en construisant une manufacture (filature, moulinage et tissage) dans son Bugey natal, aboutit à l’élaboration d’un modèle industriel, l’usine-couvent. Le système du pensionnat de Jujurieux  avec ses centaines d’adolescentes - « qui chaque année peuvent réunir un gain proportionnel à leur travail, de 80 à 150 francs, qui ne leur est remis qu'à leur sortie de l'usine, ou à leurs parents pour les filles mineures, sous forme de dot » - (main d’œuvre rurale plus docile que les canuts lyonnais), avec également son infirmerie et sa chapelle, sa Règle, son encadrement par les religieuses de Saint-Joseph de Bourg « qui y font régner une discipline presque monacale », est imité dans la région Rhône-Alpes. Le « modèle » est bien sûr l’objet de critiques et a soulevé de nombreux débats. Michel Foucault a également évoqué l'établissement de Jujurieux en évoquant le thème du panoptisme industriel.

## Hommages
Il est nommé chevalier de la Légion d'honneur (1844) puis promu officier de la Légion d'honneur (1867). Il est également chevalier de l'Ordre du Christ.
Une rue du quatrième arrondissement de Lyon, ville dont il fut conseiller municipal, porte son nom.